# Sheffield Shield
Pour les articles homonymes, voir Sheffield (homonymie) et Shield.
Le Sheffield Shield, un temps appelé Pura Cup, est la compétition nationale de cricket first-class en Australie. Elle met aux prises six équipes, chacune représentante d'un des états australiens dans une poule unique. Chaque équipe joue à domicile et à l'extérieur des matchs de quatre jours contre chacune des autres équipes et des points sont alloués en fonction du résultat. À l'issue de ce tournoi, les deux équipes les mieux classées s'affrontent au cours d'une finale qui dure cinq jours.

## Équipes
| État                   | Équipe                 | Stade                               | Débuts    | Titres |
| ---------------------- | ---------------------- | ----------------------------------- | --------- | ------ |
| Australie-Méridionale  | Australie-Méridionale  | Adelaide Oval, Adelaide             | 1892-1893 | 13     |
| Nouvelle-Galles du Sud | Nouvelle-Galles du Sud | Sydney Cricket Ground, Sydney       | 1892-1893 | 45     |
| Victoria               | Victoria               | Melbourne Cricket Ground, Melbourne | 1892-1893 | 26     |
| Queensland             | Queensland             | The Gabba, Brisbane                 | 1926-1927 | 6      |
| Australie-Occidentale  | Australie-Occidentale  | The WACA, Perth                     | 1947-1948 | 15     |
| Tasmanie               | Tasmanie               | Bellerive Oval, Hobart              | 1982-1983 | 1      |

## Palmarès

### De 1892 à 1915
| Saison  | Vainqueur                  |
| ------- | -------------------------- |
| 1892-93 | Victoria (1)               |
| 1893-94 | Australie-Méridionale (1)  |
| 1894-95 | Victoria (2)               |
| 1895-96 | Nouvelle-Galles du Sud (1) |
| 1896-97 | Nouvelle-Galles du Sud (2) |
| 1897-98 | Victoria (3)               |

| Saison  | Vainqueur                  |
| ------- | -------------------------- |
| 1898-99 | Victoria (4)               |
| 1899-00 | Nouvelle-Galles du Sud (3) |
| 1900-01 | Victoria (5)               |
| 1901-02 | Nouvelle-Galles du Sud (4) |
| 1902-03 | Nouvelle-Galles du Sud (5) |
| 1903-04 | Nouvelle-Galles du Sud (6) |

| Saison  | Vainqueur                   |
| ------- | --------------------------- |
| 1904-05 | Nouvelle-Galles du Sud (7)  |
| 1905-06 | Nouvelle-Galles du Sud (8)  |
| 1906-07 | Nouvelle-Galles du Sud (9)  |
| 1907-08 | Victoria (6)                |
| 1908-09 | Nouvelle-Galles du Sud (10) |
| 1909-10 | Australie-Méridionale (2)   |

| Saison  | Vainqueur                   |
| ------- | --------------------------- |
| 1910-11 | Nouvelle-Galles du Sud (11) |
| 1911-12 | Nouvelle-Galles du Sud (12) |
| 1912-13 | Australie-Méridionale (3)   |
| 1913-14 | Nouvelle-Galles du Sud (13) |
| 1914-15 | Victoria (7)                |

### De 1919 à 1940
| Saison  | Vainqueur              |
| ------- | ---------------------- |
| 1919-20 | Nouvelle-Galles du Sud |
| 1920-21 | Nouvelle-Galles du Sud |
| 1921-23 | Victoria               |
| 1922-23 | Nouvelle-Galles du Sud |
| 1923-24 | Victoria               |
| 1924-25 | Victoria               |

| Saison  | Vainqueur              |
| ------- | ---------------------- |
| 1925-26 | Nouvelle-Galles du Sud |
| 1926-27 | Australie-Méridionale  |
| 1927-28 | Victoria               |
| 1928-29 | Nouvelle-Galles du Sud |
| 1929-30 | Victoria               |
| 1930-31 | Victoria               |

| Saison  | Vainqueur              |
| ------- | ---------------------- |
| 1931-32 | Nouvelle-Galles du Sud |
| 1932-33 | Nouvelle-Galles du Sud |
| 1933-34 | Victoria               |
| 1934-35 | Victoria               |
| 1935-36 | Australie-Méridionale  |
| 1936-37 | Victoria               |

| Saison  | Vainqueur              |
| ------- | ---------------------- |
| 1937-38 | Nouvelle-Galles du Sud |
| 1938-39 | Australie-Méridionale  |
| 1939-40 | Nouvelle-Galles du Sud |

### De 1946 à 1982
| Saison  | Vainqueur              |
| ------- | ---------------------- |
| 1946-47 | Victoria               |
| 1947-48 | Australie-Occidentale  |
| 1948-49 | Nouvelle-Galles du Sud |
| 1949-50 | Nouvelle-Galles du Sud |
| 1950-51 | Victoria               |
| 1951-52 | Nouvelle-Galles du Sud |
| 1952-53 | Australie-Méridionale  |
| 1953-54 | Nouvelle-Galles du Sud |
| 1954-55 | Nouvelle-Galles du Sud |

| Saison  | Vainqueur              |
| ------- | ---------------------- |
| 1955-56 | Nouvelle-Galles du Sud |
| 1956-57 | Nouvelle-Galles du Sud |
| 1957-58 | Nouvelle-Galles du Sud |
| 1958-59 | Nouvelle-Galles du Sud |
| 1959-60 | Nouvelle-Galles du Sud |
| 1960-61 | Nouvelle-Galles du Sud |
| 1961-62 | Nouvelle-Galles du Sud |
| 1962-63 | Victoria               |
| 1963-64 | Australie-Méridionale  |

| Saison  | Vainqueur              |
| ------- | ---------------------- |
| 1964-65 | Nouvelle-Galles du Sud |
| 1965-66 | Nouvelle-Galles du Sud |
| 1966-67 | Victoria               |
| 1967-68 | Australie-Occidentale  |
| 1968-69 | Australie-Méridionale  |
| 1969-70 | Victoria               |
| 1970-71 | Australie-Méridionale  |
| 1971-72 | Australie-Occidentale  |
| 1972-73 | Australie-Occidentale  |

| Saison  | Vainqueur             |
| ------- | --------------------- |
| 1973-74 | Victoria              |
| 1974-75 | Australie-Occidentale |
| 1975-76 | Australie-Méridionale |
| 1976-77 | Australie-Occidentale |
| 1977-78 | Australie-Occidentale |
| 1978-79 | Victoria              |
| 1979-80 | Victoria              |
| 1980-81 | Australie-Occidentale |
| 1981-82 | Australie-Méridionale |

### Depuis 1982
Depuis la saison 1982-83, une finale oppose durant cinq jours les deux premiers de la poule unique et détermine le vainqueur de la compétition.
| Saison  | Vainqueur                   | Finaliste              |
| ------- | --------------------------- | ---------------------- |
| 1982-83 | Nouvelle-Galles du Sud (37) | Australie-Occidentale  |
| 1983-84 | Australie-Occidentale (9)   | Queensland             |
| 1984-85 | Nouvelle-Galles du Sud (38) | Queensland             |
| 1985-86 | Nouvelle-Galles du Sud (39) | Queensland             |
| 1986-87 | Australie-Occidentale (10)  | Victoria               |
| 1987-88 | Australie-Occidentale (11)  | Queensland             |
| 1988-89 | Australie-Occidentale (12)  | Australie-Méridionale  |
| 1989-90 | Nouvelle-Galles du Sud (40) | Queensland             |
| 1990-91 | Victoria (25)               | Nouvelle-Galles du Sud |
| 1991-92 | Australie-Occidentale (13)  | Nouvelle-Galles du Sud |
| 1992-93 | Nouvelle-Galles du Sud (41) | Queensland             |
| 1993-94 | Nouvelle-Galles du Sud (42) | Tasmanie               |
| 1994-95 | Queensland (1)              | Australie-Méridionale  |
| 1995-96 | Australie-Méridionale (13)  | Australie-Occidentale  |

| Saison    | Vainqueur                   | Finaliste              |
| --------- | --------------------------- | ---------------------- |
| 1996-97   | Queensland (2)              | Australie-Occidentale  |
| 1997-98   | Australie-Occidentale (14)  | Tasmanie               |
| 1998-99   | Australie-Occidentale (15)  | Queensland             |
| 1999-00   | Queensland (3)              | Victoria               |
| 2000-01   | Queensland (4)              | Victoria               |
| 2001-02   | Queensland (5)              | Tasmanie               |
| 2002-03   | Nouvelle-Galles du Sud (43) | Queensland             |
| 2003-04   | Victoria (26)               | Queensland             |
| 2004-05   | Nouvelle-Galles du Sud (44) | Queensland             |
| 2005-2006 | Queensland (6)              | Victoria               |
| 2006-2007 | Tasmanie (1)                | Nouvelle-Galles du Sud |
| 2007-2008 | Nouvelle-Galles du Sud (45) | Victoria               |
| 2008-2009 | Victoria (27)               | Queensland             |
| 2009-2010 | Victoria (28)               | Queensland             |
| 2010-2011 | Tasmanie (2)                | Nouvelle-Galles du Sud |
| 2011-2012 | Queensland (7)              | Tasmanie               |
| 2012-2013 | Tasmanie (3)                | Queensland             |
| 2013-2014 | Nouvelle-Galles du Sud (46) | Australie-Occidentale  |